# Георгій Георгадзе
Георгій Георгадзе (груз. გიორგი გიორგაძე; 10 жовтня 1964) – грузинський шахіст і шаховий суддя (арбітр ФІДЕ від 2013 року), гросмейстер від 1993 року. Президент Шахової федерації Грузії.

## Шахова кар'єра
Від початку 1980-х років належав до провідних грузинських шахістів. У 1982 і 1988 роках переміг на чемпіонаті ГРСР. Між 1992 і 2000 роками п'ять разів підряд взяв участь у шахових олімпіадах (найкращий результат: посів 6-те місце у 2000 році в Стамбулі), 1996 року здобув бронзову медаль в особистому заліку на 2-й шахівниці. Був також представником Грузії на командних чемпіонатах Європи (1992, 1997, 1999), а також світу (2005).
1989 року кваліфікувався на фінальний турнір чемпіонату СРСР в Одесі, де посів 12-те місце. 1997 року виступив чемпіонаті світу ФІДЕ, який проходив за нокаут-системою в Гронінгені, в 1-му колі переміг Етьєна Бакро, а в другому програв Майклові Адамсу і вибув з подальшої боротьби. У 2007 році здобув у Тбілісі бронзову медаль чемпіонату Грузії.
Неодноразово брав участь у міжнародних змаганнях, виграв чи поділив 1-ше місце, зокрема, в таких містах як:
- Наленчув (1989),
- Сан-Себастьян (1991, разом із, зокрема, Зурабом Азмайпарашвілі, Елізбаром Убілавою, Йонні Гектором i Жужою Полгар),
- Мондаріс – тричі (1994, разом з Владіміром Дімітровим; 1999, разом із, зокрема, Олегом Корнєєвим i Міхаєм Шубою, а також 2001, разом з Лазаро Брузоном),
- Анкара (1995, зональний турнір, разом з Васіліосом Котроніасом i Ашотом Анастасяном),
- Ла-Корунья – двічі (1995, разом з Алексою Стріковичем, а також 1996, разом із, зокрема, Бранко Дамляновичем, Левом Псахісом i Русланом Погорєловим),
- Бад-Верісгофен (1998, разом з Костянтином Лернером, Рустемом Даутовим, Левом Гутманом i Володимиром Єпішиним)[8],
- Бенаске (2002, турнір за круговою системою).

Найвищий рейтинг Ело в кар'єрі мав станом на 1 липня 1997 року, досягнувши 2625 пунктів ділив тоді 43-46-те місце в світовій класифікації ФІДЕ, водночас посідав 2-ге місце (позаду Зураба Азмайпарашвілі) серед грузинських шахістів.

## Зміни рейтингу
| На цьому місці має відображатися графік чи діаграма, однак з технічних причин його відображення наразі вимкнено. Будь ласка, не видаляйте код, який викликає це повідомлення. Розробники вже працюють для того, щоби відновити штатне функціонування цього графіка або діаграми. | |
| | На цьому місці має відображатися графік чи діаграма, однак з технічних причин його відображення наразі вимкнено. Будь ласка, не видаляйте код, який викликає це повідомлення. Розробники вже працюють для того, щоби відновити штатне функціонування цього графіка або діаграми. |